# 木村さやか (AV女優)
木村 さやか（きむら さやか、1968年9月10日 - ）は、日本の元AV女優。
新潟県出身（東京都出身とするプロフィールもある）。血液型:B型。身長:154cm。スリーサイズ:B79・W54・H83。

## 略歴・人物
AV中心のモデル事務所「オフィス・ダモン」に入る。
1987年7月、『エクストラロリータ』（クリスタル映像）でAVデビュー。
にっかつロマンポルノにも出演した（ロマン子クラブNo.13）。
1988年3月、業界を引退した。

## 出演作品

### アダルトビデオ（オリジナル作品）
- エクストラロリータ （1987年7月16日、クリスタル映像）
- ショッキング・ブルー （1987年9月14日、ビデオスタジオ83）
- ロリータ　桃色天使 （1987年11月13日、チェシャキャッツ）
- 不純行為 （1988年1月10日、SaraVah （ムッシュ企画））…共演：田中雪乃
- さやかの「カラダ記念日」 （1988年4月10日?、ビデオペガサス）
- DOLL SAYAKA　（1988年4月20日、ピラミッド）

### アダルトビデオ（主な編集作品）
- 私のすべてが感じる時　（1989年、ポップチェイサー）
- 茶屋遊び 夕霧VS浮橋　（1992年、アライコーポレーション）

### 成人映画
- ロリータ・バイブ責め （1987年9月19日、配給:にっかつ）…主演:梁川りお

ビデオ版：（1988年1月16日、にっかつ）
DVD版（「秘蜜の花園」と改題）：（2002年3月22日、アップリンク）
- ロマン子クラブ 2　桃尻ハードラブ 絶頂志願 （1987年9月19日、配給:にっかつ）

ビデオ版：（1988年1月25日、にっかつ）
- 地下鉄連続レイプ 愛人狩り （1988年5月7日、配給:にっかつ）…主演:岸加奈子

ビデオ版：（1988年10月25日、にっかつ）、同再発版：（1995年2月10日、にっかつ）

## 書籍

### 写真集
- 少女人形 （1988年5月12日発行、大陸書房） - 撮影:高橋生建
- スキャンドール （1988年8月6日発行、ピラミッド社） - 撮影:高橋生建